# Püthagorasz

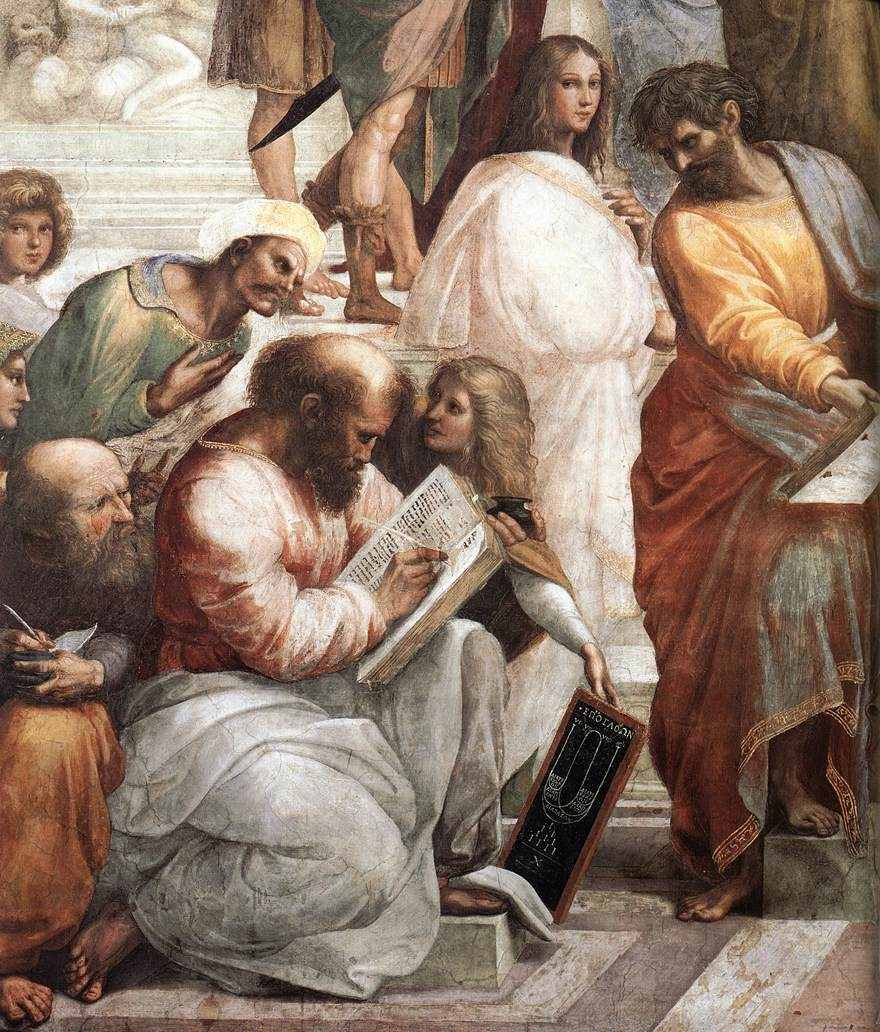
Raffaello Sanzio: Az athéni iskola (részlet)

Számoszi Püthagorasz (ógörögül: Πυθαγόρας, latinul: Pythagoras, a matematikában meghonosodott, nem szabályos átírással Pitagorasz), (Kr. e. 570 körül – Kr. e. 495) az egyik leghíresebb és legvitatottabb ókori görög filozófus, matematikus és misztikus.
Legjobban igazolt tana a lélekvándorlás, míg a neki tulajdonított filozófiai elméletek és tudományos felfedezések erősen vitatottak. Nevét ma a matematikában – többek közt – a Pitagorasz-tétel viseli.
Negyvenéves korában elhagyta szülőföldjét, Görögországot, és Dél-Itáliába költözött. Ott alapított iskolát és politikailag is aktív volt. Nem volt hatalmon, csak a megnövekedett befolyásáról van szó. A modern kori intenzív kutatómunka ellenére még mindig az ókor egyik legrejtélyesebb alakja. Egyes történészek a korai görög (preszókratikus) filozófia, matematika és természettudomány úttörői között tartják számon, mások úgy vélik, hogy elsősorban vallási tanítások hirdetője volt.
Életét kevéssé ismerjük és már életében legendák és mítoszok övezték. Ezek terjesztéséhez a püthagoreusok is hozzájárultak, mivel afféle félistenként és csodatevőként  tisztelték mesterüket.

## Életéről
Diogenész Laertiosz alapján egy ékszer- és dísztárgykészítő fiaként született i. e. 570-ben a Kis-Ázsia partjához közel elterülő Számosz szigetén. Fiatalon elhagyta szülőhelyét, először Leszboszba ment nagybátyjához, a szíriai Phereküdészhez, majd annak halála után visszatért Számoszba, ahol Hermodamasz tanítványa volt. Ugyancsak Diogenész Laertiosz beszámolójából tudjuk, hogy ifjúkorában annyira szerette a tudományokat, hogy elhagyta hazáját, és beavattatta magát különböző vallások misztériumaiba. Járt Egyiptomban is, ahol Polükratész bemutatta Amaszisz fáraónak. Egyiptomi útja során megtanulta az egyiptomi nyelvet s tanulmányozta a helyi titkos tanításokat, vagy ahogyan Diogenész írta: „megtanulta az istenekről szóló tudományt”.
Egyiptomból Szamoszra tért vissza, és mivel hazáját Polükratész türannisza (egyeduralma) alatt találta, a dél-itáliai Krotón városába költözött. Itt alapította meg filozófiai iskolával egybekötött vallási szervezetét, a püthagoreus iskolát. Az iskola jelentős befolyásra tett szert – először csak a városban, majd a dél-itáliai görög városállamok laza szövetségében, Magna Graeciában is.
Egy ismert történet szerint Krotón i. e. 510-ben Püthagorasz segítségével győzte le ellenségét, a szomszédos Szübarisz városát. Szübarisz lovassága állítólag nemcsak félelmetes volt, hanem híres volt arról is, hogy fuvolaszóra minden ló gyönyörűen, ágaskodva táncolt. Püthagorasz tanácsára a krotóni kémek megtanulták a lovakat táncoltató zenét, és betanítottak erre egy egész zenekart. Amikor szübariszi lovasság támadásba lendült, a krotóniak zenélni kezdtek, és könnyűszerrel leöldösték a táncoló lovakat és lovasaikat. Annyi bizonyos, hogy Krotón i. e. 510-ben valóban elfoglalta Szübariszt, de nem valószínű, hogy fuvolazenekaruk mérte volna a döntő csapást.
A növekvő befolyás természetes ellenhatásaként hamarosan szervezkedni kezdtek a püthagoreus-ellenesek is, akik végül felgyújtották a püthagoreusok központját, egy Milón nevű atléta házát (hasonló események történhettek a környező városokban is, ahol a pütagoreusok szintén befolyásra tettek szert). Egyesek szerint a gyújtogatók elfogták és megölték a filozófus-mestert, mások szerint csak megfenyegették, hogy ha nem hagyja el a várost, megölik. A peripatetikus Dikaiarkhosz egy töredéke szerint az üldözött filozófus Locri városába menekült, de ott egy küldöttség várta, akik szelíden arra kérték, hogy menjen el: „Kedves Püthagorasz, te nagyon okos vagy, mi azonban meg vagyunk elégedve a saját törvényeinkkel, és nem kívánjuk, hogy te újabbakat tégy a helyükbe. Eredj, és hagyj minket békében!”. Püthagorasz ekkor Metapontumba ment, és ott a Múzsák Templomában bánatában halálra éheztette magát. A történet egy ennél valószínűbb változatában Püthagoraszt Metapontumba száműzték (ahol hamarosan meghalt), tanítványainak egy részét lemészárolták, a többieket pedig mesterükhöz hasonlóan száműzték, a testvériség gyűléstermeit porig égették.
Életútját Jamblikhosz, Porphüriosz és Diogenész Laertiosz életrajzából ismerjük. Krotóni házigazdájának lányát, Theanót vette feleségül. Két gyereküket említi Diogenész: egy Damó nevű lányt és egy Télaugész nevű fiút. Theano írta meg Püthagorasz első életrajzát. Ez valószínűleg hiteles forrás lehetne, de elveszett.

## Tanításai
A lélekre, az erényre és az önmegtartóztató életre összpontosítva új utat nyitott a korai görög ontológia felé. Egy új, integrált gondolkodási modellt mutatott be, ahol a misztikus és a matematikai vagy a vallásos és a tudományos gondolkodás egyedülállóan integrálódik. Ez a fajta gondolkodás nem gyakori a főáramú filozófiában. Elsősorban a lélek halhatatlanságát és vándorlását (reinkarnációt) tanította, és olyan életmódot ajánlott, amely az önmegtartóztató gyakorlatokon, az étkezési szabályokon és az etikus magatartáson keresztül a lélek megtisztítását és a környező univerzummal való összhangba hozását ígérte.
Az ókor többi bölcséhez hasonlóan Pythagoras is széleskörű ismeretekkel rendelkezett az orvostudomány, a zene, a kozmológia, a csillagászat, a matematika és más területeken. Gondolatai erős hatást gyakoroltak Platónra, ami művein keresztül is látható.
Az, hogy Püthagorasz hagyott-e maga után bármilyen írást, már az ókorban vitatott volt, és máig vitatható. Eredeti művei, ha voltak, hamar elvesztek. Ráadásul az ókori püthagoreusoktól sem maradt fenn írás. A róla szóló anyagot főként bizonytalan megbízhatóságú jelentések és apokrif írások alkotják, amelyek a hellenisztikus kortól kezdődően keletkeztek, és fokozatosan gyarapodtak, amíg figyelemre méltó mennyiség nem lett.
Az ősi utalások és tudósítások tele vannak ellentmondásokkal, és erősen tele vannak legendákkal. Ezért a 19. század óta tartó intenzív kutatási törekvések ellenére a kutatók véleménye még alapvető kérdésekben is igen eltérő. Nagy nehézséget jelent a későbbi püthagoreusok nézetei és az eredeti tanítás közötti különbségtétel.
Továbbra is vitatott, hogy Püthagorasz is foglalkozott-e a preszókratikus filozófusra/tudósokra jellemző racionális kozmológiával, és egyáltalán matematikus volt-e. A korai bizonyítékok azonban arra utalnak, hogy Püthagorasz olyan kozmoszt mutatott be, amely erkölcsi elvek és jelentős számszerű összefüggések szerint épült fel, és hasonló lehetett a platóni mítoszok kozmoszról alkotott elképzeléseihez.

### Lélekvándorlás
Több korai beszámoló szerint hitt a lélekvándorlásban  és bevezette a görög világba a metempszükhószisz (μετεμψύχωσις) fogalmát.
Miután a krotóni iskola alapításáról beszámolt, Dikaiarkhosz a következőket írta Püthagorasz tanításairól: 

„„először is [azt tanította], hogy a lélek halhatatlan és hogy átalakul az élő dolgok más fajaivá; továbbá, hogy ami létrejön, az újra megszületik határozott ciklikus folyamatban, lévén, hogy semmi sem tökéletesen új; végül, hogy minden dolgot, ami élőként jön a világra, rokonunkként kell kezelni. Mivel hite szerint az ember akár állat formájában is újjászülethet, gyakran prédikált az állatoknak is.” ”

Diogenész Laertiosz szerint  Püthagorasz azt állította, hogy vissza tud emlékezni előző négy életére: amikor is ő volt 
- Hermész isten fia, Aithalidész, akinek Hermész azt a képességet ajándékozta, hogy vissza tud majd emlékezni előző életeire;
- a Trójánál harcoló Euphorbosz, akit Menelaosz sebesített meg,
- Hermotimosz,
- Pürrhosz, egy Délosz-szigeti szegény búvár;
- valamint azt állította, hogy többször is leszállt az alvilágba, és ott találkozott Homérosszal és egyéb neves költőkkel, akik egyébként egy fára kötözve lógtak büntetésül, mert az isteneket tiszteletlenül, prózai módon ábrázolták.

### Szabályok
- Bővebben: Püthagoreusok / Szabályok

Püthagorasz számos önmegtartóztatási szabályt írt elő követőinek. Ezek többsége olyan rituális óvintézkedésekre emlékeztet, amelyek a korabeli görög misztériumkultuszokban gyakran voltak jelen.
Más estekben – Arisztotelész elemzése szerint – közkeletű hiedelmek (pl. a leesett falat vagy a kenyér ilyen) vagy barbár szokások átvételéről van szó.

### Filozófiai rendszere
- Fő szócikk: Püthagoreusok.

Pütagoraszt a „számok atyja” néven is emlegették, mert a püthagoreusok számára a legfontosabb (és tulajdonképp az egyetlen) tudomány a matematika volt: azt tanították, hogy minden dolog kulcsa a számokban rejtezik. 
Úgy vélte, hogy a jelenségek alapjában mindenhol aritmetikai, illetve geometriai törvényszerűségek állnak, és a való világ jelenségei csak ezek többé-kevésbé tökéletlen kifejeződései: minden mulandó, csak a számok örökkévalóak. Azt tartotta, hogy a világon minden viszony kifejezhető természetes számok arányaival, illetve összegzésével, ezért a püthagoreusok minden jelenségben ezeket az arányokat próbálták meg fölfedezni.
Mivel ezeket az összefüggéseket a zenében sikerült egzakt módon bizonyítani, a püthagoreusok előszeretettel tekintettek mindent – ide értve még az emberi testet is – egy-egy fajta hangszernek, ezért a pszichoterápia legősibb formájaként a lélek bajait is zenével gyógyították: a pácienst sípok és dobok hangjával a kimerült összeesésig tartó, tébolyult táncra kényszerítették.
Mivel minden mindennel arányos, szükségképpen az égitestek mozgásának is arányosnak kell lennie. Püthagorasz világának közepén a gömb alakú Föld lebeg, és körülötte keringenek egy-egy kerékre, azaz szférára erősítve a bolygók, valamint a Nap és a Hold. A szférák forgása suhogó neszt, egyfajta zenei hangzást kelt: ez volt a szférák harmóniája  (amit „a szférák zenéjeként” is szoktak emlegetni). Ezt a világon egyedüliként Püthagorasz állítólag hallotta is. Ebben a rendszerben a Naprendszer afféle hatalmas lant, aminek a húrjai körkörösek, az egyes égitestek távolságai pedig arányosak: a Föld és a Hold zenei hangköze egy nagyszekund, a Merkúr és a Hold, illetve a Merkúr és a Vénusz között pedig egy-egy kis szekund van. A Vénusz és a Nap között kis terc, a Mars és a Jupiter között kis szekund, a Jupiter és a Szaturnusz között úgyszintén kis szekund, végül a Szaturnusz és az állócsillagok szférája között ismét egy kis terc távolságot tételezett fel (lásd még: Titius–Bode-szabály).
Nehéz lenne túlértékelni Püthagorasz tudománytörténeti jelentőségét. Amint arra Arthur Koestler rámutat: „az a gondolat, hogy a bölcsesség és a hatalom kulcsa egyaránt a számokban rejtőzik, egyetlenegy, Európán kívüli civilizációban sem bukkant fel soha”.
Mivel Püthagorasz hitt a világ alapvető zeneiségében, életszemlélete igen közel állt Orpheusz híveiéhez, az úgynevezett orfikusokhoz – tőlük vette át például a hús- és babfogyasztás tilalmát.

### Tudományos eredményei
Sok matematikai és tudományos felfedezést Püthagorasznak tulajdonítottak, köztük híres tételét, valamint felfedezéseket a zene, a csillagászat és az orvostudomány  területén. 
Tanítványaival állítólag máig ható eredményeket ért el.

#### Matematika
Ma leginkább állítólagos matematikai felfedezéseiről híres, a történészek azonban vitatják, hogy ő maga valóban valaha is jelentős mértékben hozzájárult-e a területhez.
A Pitagorasz-tételt a babilóniaiak és az indiaiak már évszázadokkal Püthagorasz előtt ismerték és használták, de lehet, hogy ő volt az első, aki megismertette a görögökkel.
Nem is ő bizonyította elsőként – és a neki tulajdonított felfedezések közül is bizonytalan, hogy mi az, amire valóban ő jött rá, és mi az, amire tanítványai.
Egyes források (például Proklosz) Püthagorasznak tulajdonítják a szabályos testek felfedezését. Más bizonyítékok arra utalnak, hogy csak a tetraédert, a hexaédert és a dodekaédert ismerte, és hogy az oktaéder és az ikozaéder felfedezése Theaetetuszé, Platón kortársáé.

#### Földrajz
Az ókorban Püthagoraszhoz és a kortárs eleai Parmenidész nevéhez fűződik, hogy elsőként tanították, hogy a Föld gömb alakú, továbbá elsőként osztotta fel a földgömböt öt éghajlati zónára.
Empedoklész , aki Magna Graeciában élt röviddel Püthagorasz és Parmeniéesz után, tudta, hogy a Föld gömb alakú. A Kr.e. 5. század végére ez a tény általánosan elfogadott volt a görög értelmiségiek körében. Ezt a felfedezést sem lehet megbízhatóan Püthagorasznak tulajdonítani.

#### Csillagászat
Neki tulajdonították, hogy elsőként felismerte, hogy a Phószphorosznak nevezett Hajnalcsillag és a Heszperosz, azaz Alkonycsillag ugyanaz az égitest: az Esthajnalcsillag, amit ma Vénusz bolygó néven ismerünk.
A két csillag azonosságáról azonban a babilóniaiak már több mint ezer évvel korábban tudtak.

#### Zeneelmélet
A legenda szerint Püthagorasz felfedezte, hogy a hangjegyek matematikai egyenletekre fordíthatók, amikor egy nap elhaladt a kovácsok mellett, és meghallotta a kalapácsuk üllőinek csattogását. Azt gondolva, hogy a kalapácsok hangja, egy kivételével szép és harmonikus, berohant a kovácsműhelybe, és elkezdte tesztelni a kalapácsokat. Ezután rájött, hogy a kalapácsütéskor felhangzó dallam egyenesen arányos a kalapács méretével, és ezért arra a következtetésre jutott, hogy a zene matematikai alapú.
Bizonyosnak látszik, hogy személyesen fedezte fel a rezonancia alaptörvényét, miszerint a hang magassága a rezgő húr hosszának függvénye.
Felismerte, hogy az akkordok hangközeit a húrhosszok számarányaival fejezhetjük ki: a 2:1 arány (fele hossz) az oktávnak, a 3:2 a kvintnek, a 4:3 a kvartnak felel meg. Ezekben az arányokban egyszerű természetes számok szerepelnek: ez volt az első olyan eset a tudomány történetében, amikor a gyakorlati tapasztalatokat sikerült matematizálni.

## Egyéb
Hogy Püthagoraszt mekkora tisztelet övezte, azt egy római szófordulat – „ipse dixit” („Ő maga mondta!”) – illusztrálhatná a legjobban: a rómaiak szerint e fordulat görög megfelelőjét (authos ephe) a püthagoreusok használták, ha a Mester valamilyen kijelentésének megfellebbezhetetlen igazságát akarták hangsúlyozni.

### Politika
Püthagorasznak számos dél-itáliai görög városban voltak követői. Annyi bizonyos, hogy a püthagoreusok nem szigetelték el magukat a társadalmi élettől, hanem inkább a politikában keresték a befolyást, s hogy Püthagorasz maga is politikailag aktív volt, ezért keserű ellenfelei voltak. A jelentések azonban ellentmondásosak.
A kutatók szerint feltételezhető, hogy Püthagorasz és követői a városi tanácsban és a népgyűlésben érvényesítették az álláspontjukat és részben sikerrel is jártak.

### Legendák
Életét és halálát is számos legendával vették körül. Arisztotelész megemlíti, hogy Püthagorasz képes volt ugyanannak a napnak ugyanabban az órájában több helyen is tartózkodni: „sok ember látta őt egyidejűleg Metapontionban és Krotónban is. Olümpiában a játékok idején fölállt a színházban és megmutatta, hogy az egyik lába aranyból van. ”
Halálának állítólagos körülményeit pedig Diogenész Laertiosz jegyezte fel: „Püthagorasz a következőképp fejezte be életét: barátainak körében ült Milón házában. Akkor valaki azok közül, akiket nem engedtek a színe elé, bosszúból felgyújtotta a házat. Egyesek azt mondják, maguk a krotóniak tették ezt, akik mentek akartak maradni a türannosztól. Püthagoraszt rajtakapták amint menekült. Egy babbal teli mezőre ért; itt megállt és azt mondta, jobb kézre kerülni, mint eltaposni, jobb elveszni, mint beszélni. És így megölték üldözői.” (Diog. Laert. VIII. 1) Más elbeszélések szerint (Hermipposz) Püthagorasz úgy halt meg, hogy miközben menekült a szürakusziak elől egy babföldhöz ért, amelyre azonban nem volt hajlandó rálépni, így inkább kikerülte. Ez idő alatt érték utol a szürakuszai katonák.
Ugyancsak Diogenész jegyezte fel Hermipposz következő beszámolóját: Püthagorasz egy földalatti házat készített magának, majd meghagyta az anyjának, hogy amíg ő odalenn tartózkodik jegyezze fel az eseményeket, az időpontot is megjelölve, majd juttassa le hozzá. Idő elteltével, lesoványodva feljött a felszínre és azt mondta az alvilágból jött. Miután felolvasta az eseményeket amiket azt anyja titokban leírt neki, az emberek annyira meghatódtak, hogy sírva fakadtak és asszonyaikat is átadták neki. Hermipposz szerint ezeket az asszonyokat püthagoreus nőknek (Pythagorikasz) hívták.

### Neki tulajdonított idézetek
Állítólag minden egyes beszédét, előadását a következő sablonnal indította: A levegőre, amit belélegzek, a vízre, amit iszom, nem tűrök el semmilyen ellenvetést azzal szemben, amit mondandó vagyok! Előadásait is „lefüggönyözött” állapotban tartotta, ő maga nem volt látható, csak hallható.[forrás?]
Mivel önmagát félistennek tartotta, állítólag a következő kijelentést tette: „Vannak emberek és istenek s olyan lények, mint Püthagorasz”.

## Művei
Korai feljegyzések alapján szinte biztosak lehetünk benne, hogy Püthagorasz írásos művet nem hagyott maga után.
Püthagorasz tanításait, írásos formában, tanítványaik őrizték meg (ún. akuszmaták, azaz hallott dolgok) azonban ezen művek nagy részét (kivéve Philolaosz és Arkhütasz töredékeit) késői eredetű pszeudonim fikciónak szokás tekinteni.
Az ún. Aranyversek-et hagyományosan a püthagoreus filozófusoknak tulajdonítják, pontos eredete ismeretlen. Úgy tűnik, hogy a verseket már az i. e. 3. században is ismerték, de létezése nem erősíthető meg az i.sz. 5. század előtt.